# Daniel Ballart
Daniel Ballart Sans  (ur. 17 marca 1973 w Barcelonie) – hiszpański piłkarz wodny. Dwukrotny medalista olimpijski.
Mierzący 178 cm wzrostu zawodnik w 1992 w Barcelonie wspólnie z kolegami zajął drugie miejsce. Cztery lata później znalazł się wśród mistrzów olimpijskich. Brał także udział w IO 2000 i IO 2004. Był medalistą mistrzostw Europy i świata.